# مارك إيفانز (عازف باس)
مارك إيفانز (بالإنجليزية: Mark Evans)‏ هو عازف باس أسترالي، ولد في 2 مارس 1956 في ملبورن في أستراليا.

## وصلات خارجية
- مارك إيفانز على موقع ميوزك برينز (الإنجليزية)
- مارك إيفانز على موقع أول ميوزيك (الإنجليزية)
- مارك إيفانز على موقع ديسكوغز (الإنجليزية)